# West Air Sweden Flight 294
West Air Sweden Flight 294 var ett fraktflyg som förolyckades nära sjön Akkajaure i Sverige den 8 januari 2016, på väg från Oslo till Tromsø i Norge. Omkring 70 minuter efter start förlorades kontakten med planet av typ Bombardier CRJ200 efter ett nödanrop. Vraket kunde lokaliseras redan senare samma natt.

## Flight
Flygplanet lämnade Oslo-Gardermoen flygplats kl 23:10 lokal tid för en flight till Tromsø. Frakten bestod av 4,5 ton post. Runt kl 00:18 hördes ett nödanrop innan all kommunikation och radarkontakt förlorades av flygledningen.

## Sökande
Både svenska och norska myndigheter deltog i sökandet efter planet, och vraket påträffades av F-16-plan från Norges flygvapen vid 03:10 på morgonen med hjälp av värmekamera. Platsen för haveriet ligger i dalgången Ojavagge på en höjd av 720 meter i väglöst land i fjällmarken, väster om Ritsem och söder om sjön Akkajaure, cirka 10 km från norska gränsen. En 20 m bred och 6 m djup krater uppstod vid den kraftiga kraschen och vrakdelarna var utspridda i en cirkel på omkring 50 m i diameter. Nästan ingenting fanns kvar av planet som störtat i ungefär 9000 fot per minut.
Sjöfartsverkets helikopter i Gällivare fraktade ut polis och räddningspersonal till haveriplatsen för att sanera och leta efter kvarlevor i runt 30 minusgrader. Den svarta lådan återfanns men var kraftigt demolerad. Totalt var 18 personer på plats från haverikommissionen, polisen, räddningstjänsten och militären. Flygbränslet pumpades upp ur kratern för att söka efter kvarlevor och kunna bekräfta att piloterna följt med planet i kraschen.

## Flygplan och operatör

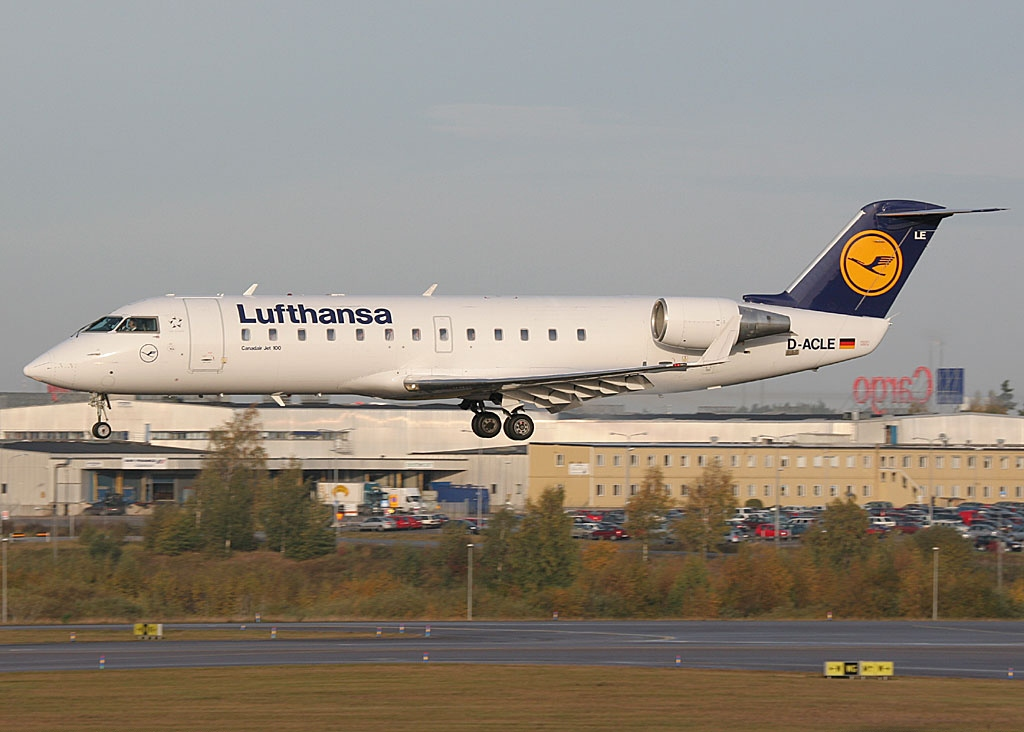
Det förolyckade planet när det flög för Lufthansa Cityline 11 år före olyckan.

Planet var byggt 1993 och hade Lufthansa Cityline som operatör fram till 2006 med beteckningen D-ACLE. Planet konverterades sedan till fraktplan av typen CRJ-200PF och har haft West Air Sweden som operatör sedan 2007 med beteckningen SE-DUX. Vid tidpunkten för olyckan hade planet ackumulerat 38 601 flygtimmar under 31 036 cykler.

## Haverikommission

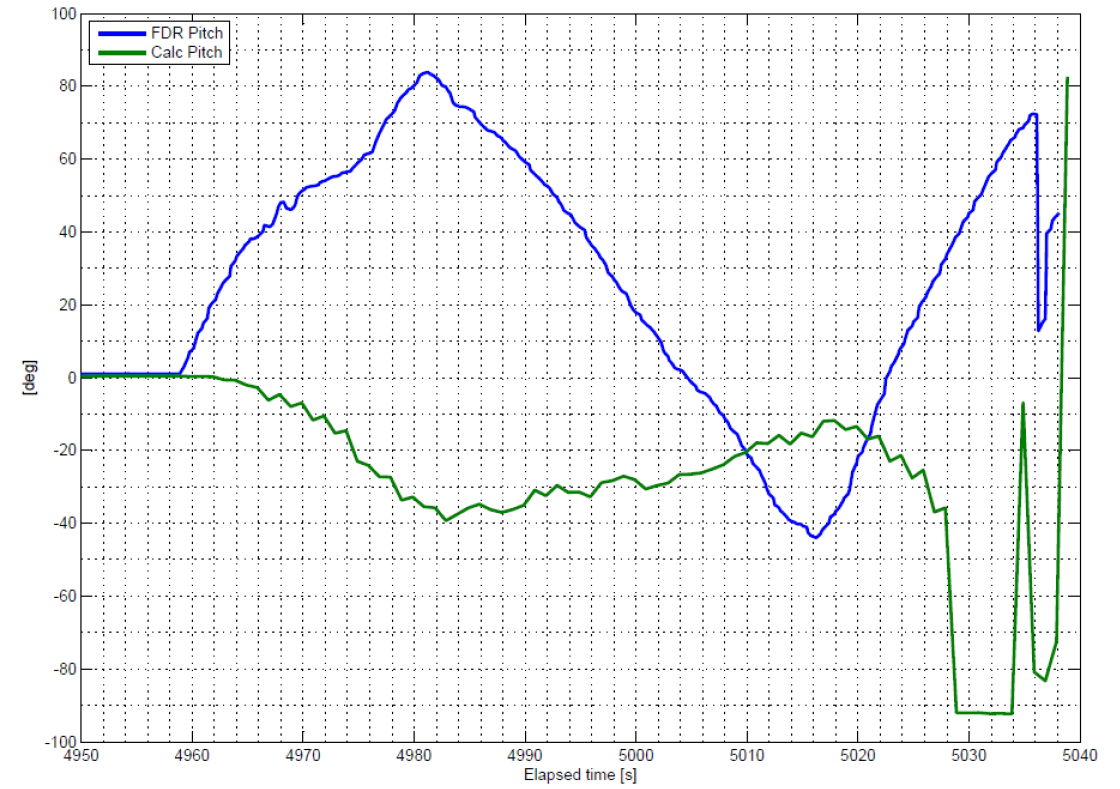
Skillnaden mellan tippvinkeln registrerad i den svarta lådan och verkligheten (orsakad av felfunktionen i IRU 1). Källa: Statens haverikommission

Statens haverikommission har utrett orsaken till olyckan och publicerade 2016-12-12 sin slutrapport.
I denna fastslås att olyckan sannolikt orsakades av så kallad spatial disorientering hos de båda piloterna. Denna uppkom på grund av ett fel i en av enheterna för tröghetsnavigering (IRU 1) som i sin tur gjorde att felaktig information om flygplanets attityd (tippvinkel) visades på förstepilotens display (PFD 1). Förstepilotens display visade att planet steg i en kraftig vinkel medan andrepilotens display och backupsystemet visade normala värden. Efter att felet uppstod kopplades autopiloten automatiskt ur och ett felmeddelande (PIT) om att displayerna visade olika värden visades för piloterna. Strax därefter visade förstepilotens tippvinkel över 30 grader och displayen gick över i läget declutter, vilket innebar att felmeddelandet (PIT) om skillnaden i displayerna försvann. Förstepiloten tog kommandot över planet och påbörjade en dykning. Båda piloterna blev överraskade av händelseförloppet och kommunikationen knapphändig. Troligen visst ingen av piloterna vad som hände. När dykningen översteg 30 grader försvann felmeddelandet från andrepilotens display och displayerna visade nästan helt tvärt emot varandra. Dialogen mellan piloterna utgjordes huvudsakligen av olika uppfattningar angående svängriktning, de uttryckte även behovet av att stiga. Flygplanet sjönk samtidigt som anfallsvinkeln och g-belastningar gick mot negativa värden. Flygplanet kolliderade med marken en minut och tjugo sekunder efter den initiala höjdförlusten. Flygplanet totalförstördes och de båda piloterna omkom.
Ytterligare bidragande orsaker till olyckan anser haverikommissionen ha varit följande: 
- Ett effektivt system för att hantera och kommunicera varningar eller nödlägen saknades.
- Instrumentsystemet gav otillräcklig vägledning om uppkomna felfunktioner.
- Den inledande manövreringen som ledde till negativ belastning har sannolikt påverkat piloternas förmåga att hantera problemet rationellt.

## Omkomna
Planets spanska kapten på 42 år och dess franska 34-åriga styrman omkom i olyckan.

## Populärkultur
Avsnitt två, säsong 20 av tv-programmet Haverikommissionen handlar om olyckan. Avsnittet heter "Impossible Pitch".